# Жандосово
Жандосово (каз. Жандосов, ранее Джандосово) — село в Карасайском районе Алматинской области Казахстана. Административный центр Жандосовского сельского округа. Код КАТО — 195235100.

## География
Расположено на берегу реки Шамалган. В 8-ми км к юго-западу от районного центра города Каскелен. 

## История
Основано в 1958 году в связи с образованием плодово-ягодного объединения «Алмалы». С 1964 года носит имя Джандосова Оразали Какимовича, одного из первых казахских геологов .

## Население
В 1999 году население села составляло 3173 человека (1526 мужчин и 1647 женщин). По данным переписи 2009 года, в селе проживало 5425 человек (2676 мужчин и 2749 женщин).